# Camp d'en Maiol
El Camp d'en Maiol es un campo de fútbol de Sóller (Mallorca, Islas Baleares, España). El campo tiene un aforo para unos 1500 espectadores, con tribuna cubierta y gradas laterales. Su superficie acoge un terreno de juego de fútbol 11 de 98 x 61 metros y dos campos de fútbol 7 de 61 x 38 metros. Es de titularidad municipal.
En este recinto entrenan y se disputan los partidos oficiales de los principales clubes de fútbol de la ciudad:
- El Club de Fútbol Sóller, con 3 equipos: dos amateurs (Regional Preferente y Tercera Regional) y un juvenil
- El Club de Fútbol Port de Sóller, con un equipo amateur en Regional Preferente
- La Unión Deportiva Sollerense, con 5 equipos de fútbol base (de prebenjamines a cadetes)
- El Círculo Sollerense, con 6 equipos: un femenino amateur, 4 equipos de fútbol base (de benjamines a infantiles) y uno de fútbol empresa (fútbol 7)
- La Unió (conocida como Sa Botigueta), con un equipo de fútbol empresa (fútbol 7)

## Datos
El campo fue inaugurado oficialmente el 24 de agosto de 1923, con motivo de la reciente creación del primer equipo de fútbol organizado en la Ciudad: el Marià Sportiu, el antepasado más remoto del actual CF Sóller.
A pesar de su antigüedad (cercana a los 90 años), las instalaciones actuales han sido totalmente modernizadas. En 1997 se instaló césped artificial con motivo del ascenso del CF Sóller a Segunda División B (hasta entonces el campo había sido exclusivamente de tierra). En años posteriores se construyeron los nuevos vestuarios y una nueva tribuna. 
Durante el verano de 2009 se emprendieron nuevas obras de reforma. Se procedió a cubrir la tribuna y construir debajo de aquella dependencias para los clubes. Posteriormente se renovaron las torres de iluminación. Finalmente, durante el verano de 2010 se sustituyó la desgastada alfombra de césped artificial y se construyeron gradas nuevas.
Todas estas actuaciones han convertido el Camp d'en Maiol en uno de los campos más modernos y atractivos de Mallorca.